# Pedro Bombino
Pedro Antonio Bombino Parada (Ciego de Ávila, Cuba, 21 de marzo de 2000) es un baloncestista cubano que se desempeña como pívot. Actualmente pertenece a la plantilla de Fibwi Palma de la Primera FEB.

## Carrera

### Amateur
Comienza a practicar el baloncesto en su ciudad natal desde niño. Siendo muy joven todavía, se integra a los Búfalos de Ciego de Ávila para disputar la Liga Superior de Baloncesto de Cuba.

### Carrera Profesional

#### Gimnasia y Esgrima (CR)
En el 2018 viaja hacia Argentina para integrarse a las filas del Gimnasia y Esgrima (CR) (sub-23), de la Liga Nacional de Básquet, y jugar por primera vez como profesional, junto a su compatriota Yoanki Mensia, y en ocasiones subiendo a la primera plantilla. En la siguiente temporada 2019-2020, promedia 3,3 puntos y 1,5 rebotes en 4 partidos, mientras con el filial promedia 19,3 puntos, 9,12 rebotes y 1,9 asistencias en 33 minutos de juego. En la temporada 2020-2021, participa en un solo partido anotando 5 puntos y 1 rebote.

#### Colón (Santa Fe)
En el 2021 es cedido por el Gimnasia y Esgrima (CR) al club Colón (Santa Fe) de la  La Liga Argentina (segunda división) para disputar esa temporada.

#### Unión (Santa Fe)
El 11 de septiembre de 2021, es fichado por el recién ascendido Unión (Santa Fe) para disputar la temporada 2021-2022 de la Liga Nacional de Básquet, donde comienza en el plantel juvenil, alternando en ocasiones con el equipo sénior. Durante la temporada regular, promedió 6,4 puntos, 2,9 rebotes y 0,3 asistencias en 36 partidos. En la temporada 2022-2023, participando en 35 desafíos, presenta promedios de 8,5 puntos, 3,8 rebotes y 10,6 de valoración. Después de la sesión y el corto plazo en Venezuela, vuelve para comenzar la temporada 2023-2024, esta vez con mayor protagonismo.

#### Toros de Aragua
Tras completar su segunda temporada con Unión, Bombino dejó la Argentina, cedido a los Toros de Aragua de la Superliga Profesional de Baloncesto de Venezuela durante la temporada 2023 . En 9 partidos de la fase regular promedió 29,9 puntos, 6,8 rebotes y 2,6 asistencias.

#### Guaros de Lara
Debido a sus excelentes números en Aragua, y la no clasificación de dicho equipo, los Guaros de Lara se hicieron de sus prestaciones como refuerzo para afrontar los octavos de final de la Superliga hasta el término de la temporada.

#### Unión (Santa Fe)
En la temporada 23-24, regresa a las filas del Unión Santa Fe en el que jugó un total de 36 encuentros con una media de 20,4 minutos por partido anotando 9,9 puntos, capturando 5,5 rebotes y repartiendo 0,6 asistencias por partido. En la temporada 2024-25, continuó siendo un jugador destacado en el club de Santa Fé con la disputa de 37 partidos realizando una media de 21,6 minutos por encuentro, anotando 11,9 puntos, capturando 4,9 rebotes y repartiendo 0,8 asistencias.

#### Fibwi Palma
El 11 de julio de 2025, firma por el Fibwi Palma de la Primera FEB.

## Selección nacional
Fue convocado por el seleccionado cubano para disputar la  Clasificación de FIBA Américas para la Copa Mundial de Baloncesto de 2019 donde no lograron ninguna victoria tras haber disputado 6 partidos. Participó en la Clasificación de FIBA Américas para la Copa Mundial de Baloncesto de 2023.

### Participaciones con la selección
- Actualizado hasta el 24 de febrero de 2022.

| Torneo                        | Sede    | Resultado |
| ----------------------------- | ------- | --------- |
| Clasificación al Mundial 2019 | América | Eliminado |
| Clasificación al Mundial 2023 | América | Eliminado |